# Neurociência evolucionista
A neurociência evolucionista é o estudo científico da evolução dos sistemas nervosos. Os neurocientistas evolucionistas investigam a evolução e a história natural da estrutura, funções e propriedades emergentes do sistema nervoso. O campo baseia-se em conceitos e descobertas da neurociência e da biologia evolutiva. Historicamente, a maior parte do trabalho empírico tem sido na área de neuroanatomia comparada, e os estudos modernos freqüentemente fazem uso de métodos comparativos filogenéticos. Abordagens de melhoramento seletivo e de evolução experimental também estão sendo usadas com mais frequência.
Conceitualmente e teoricamente, o campo está relacionado a campos tão diversos como genômica cognitiva, neurogenética, neurociência do desenvolvimento, neuroetologia, psicologia comparada, evo-devo, neurociência comportamental, neurociência cognitiva, ecologia comportamental, antropologia biológica e sociobiologia.
Os neurocientistas evolucionistas examinam as mudanças nos genes, anatomia, fisiologia e comportamento para estudar a evolução das mudanças no cérebro.  Eles estudam uma infinidade de processos, incluindo a evolução dos sistemas vocais, visuais, auditivos, gustativos e de aprendizagem, bem como a evolução e o desenvolvimento da linguagem. Além disso, os neurocientistas evolucionistas estudam a evolução de áreas ou estruturas específicas do cérebro, como a amígdala, o prosencéfalo e o cerebelo, bem como o córtex motor ou visual. 

## História
O livro de 1936, A Anatomia Comparada do Sistema Nervoso de Vertebrados Incluindo o Homem, do neurologista holandês C. U. Ariëns Kappers (publicado pela primeira vez em alemão em 1921) foi uma publicação marcante na área. Seguindo a Síntese Evolutiva, o estudo da neuroanatomia comparada foi conduzido com uma visão evolucionária e os estudos modernos incorporam a genética do desenvolvimento. Agora é aceito que as mudanças filogenéticas ocorrem independentemente entre as espécies ao longo do tempo e não podem ser lineares. Também se acredita que um aumento com o tamanho do cérebro se correlaciona com um aumento nos centros neurais e na complexidade do comportamento.

## Evolução do cérebro humano
A teoria de Darwin permitiu que as pessoas começassem a pensar sobre a forma como os animais e seus cérebros evoluem.

### Cérebro dos répteis
O córtex cerebral dos répteis se assemelha ao dos mamíferos, embora seja simplificado. Embora a evolução e a função do córtex cerebral humano ainda estejam envoltas em mistério, sabemos que é a parte do cérebro que mudou de forma mais dramática durante a evolução recente.

### Percepção visual
A pesquisa sobre como a percepção visual se desenvolveu na evolução é hoje mais bem compreendida por meio do estudo dos primatas atuais, uma vez que a organização do cérebro não pode ser determinada apenas pela análise de crânios fossilizados.

### Percepção auditiva
A organização do córtex auditivo humano é dividida em núcleo, cintura e parabelt. Isso se assemelha muito ao dos primatas atuais.

## Pesquisadores
- John Allman
- William H. Calvin
- Terrence Deacon
- Merlin Donald
- Jon Kaas
- Glenn Northcutt
- Georg F. Striedter
- Suzana Herculano-Houzel
- Ludwig Edinger
- G. Carl Huber
- Elizabeth C. Crosby
- JB Johnston
- C. Judson Herrick
- Sir Graftin Elliot Smith
- George Ellet Coghill
- Nils Holmgren
- James W. Papez
- Olaf Larsell
- Tilly Edinger
- Dorothy L. Cheney